# Cyclopodia arabica
Cyclopodia arabica är en tvåvingeart som beskrevs av Oskar Theodor 1954. Cyclopodia arabica ingår i släktet Cyclopodia och familjen lusflugor. Inga underarter finns listade i Catalogue of Life.